# Mira (geslacht)
Mira is een geslacht van vliesvleugeligen uit de familie Encyrtidae. De wetenschappelijke naam van dit geslacht is voor het eerst geldig gepubliceerd in 1803 door Schellenberg.

## Soorten
Het geslacht Mira omvat de volgende soorten:
- Mira bifasciata Xu, 2000
- Mira integralis (Mercet, 1921)
- Mira latifronta Xu, 2000
- Mira mucora Schellenberg, 1803
- Mira stenoscapa Boucek, 1977
- Mira sublaevis Boucek, 1977